# Andrea Seghizzi

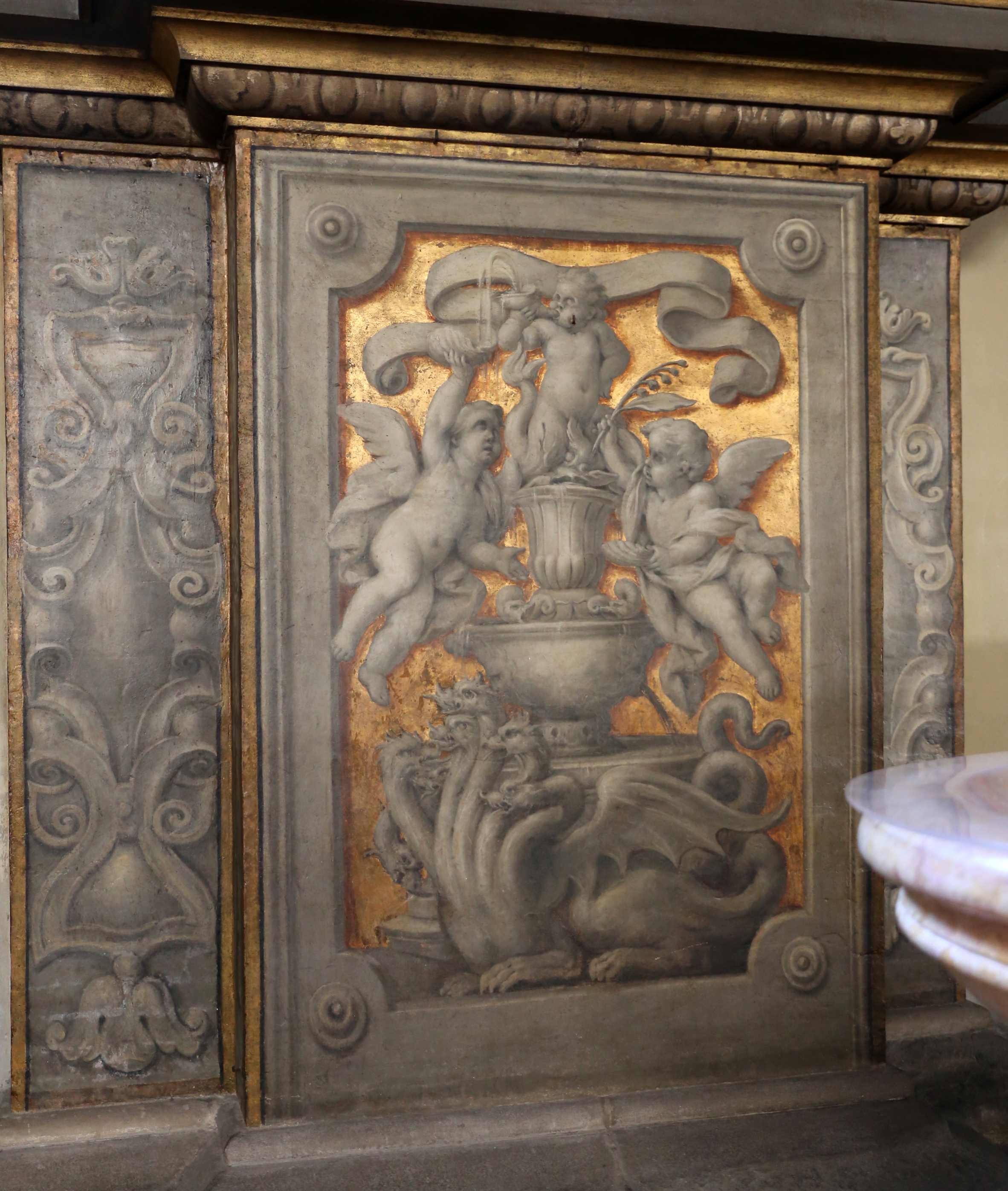
Pitture nella Steccata di Parma

Andrea Seghizzi (Bologna, 1630 – 1684) è stato un pittore italiano.

## Biografia
Nato a Bologna, lavorò principalmente in Emilia, noto anche come "Sghizzi". Svolse il suo apprendistato inizialmente con Francesco Albani e Lucio Massari, tuttavia in seguito lavorò a lungo con Francesco Brizio, e successivamente con Francesco Gessi, prevalentemente come pittore di affreschi.
Fu anche aiutante di Angelo Michele Colonna per le decorazioni del Palazzo Arcivescovile di Ravenna. In seguito collaborò a Parma con Girolamo Curti.
A Bologna eseguì anche delle pitture per la Villa Grimaldi di Riolo, e alcune stanze per il Conte Cornelio Malvasia, appartenente alla stessa famiglia dello storico bolognese Carlo Cesare Malvasia.